# Mejdi Schalck
Mejdi Schalck, né le 7 mai 2004 à Montreuil, est un grimpeur professionnel français.

## Biographie

### Carrière en junior
Ses progrès sont fulgurants. Deux ans après son arrivée, il intègre l'équipe de France d'escalade en 2019 et réalise son premier podium la même année en tant que champion de France de difficulté dans la catégorie Jeunes,.
Le 30 juin 2019, il termine deuxième de l'étape de coupe d'Europe jeunes de difficulté à Saint-Pierre-en-Faucigny, puis troisième aux Championnats d'Europe jeunes de difficulté à Voronej le 30 octobre 2019.
Mejdi Schalck prend la première place à la Coupe d'Europe jeunes de difficulté à Augsbourg en 2020. En 2021, il remporte à nouveau la première place dans la catégorie difficulté, ainsi que la première place dans la catégorie bloc mais cette fois-ci aux Championnats d'Europe jeunes à Perm. C'est son premier podium en bloc.

### Carrière en sénior
À l'âge de 19 ans, il totalise déjà dix finales en Coupe du monde d'escalade, dont six podiums et trois victoires. En 2022, Mejdi Schalck arrête ses études en licence de mathématiques, pour se concentrer uniquement à l'escalade.
Surclassé, il participe à la Coupe du monde de Salt Lake City et prend la deuxième place dans la catégorie bloc.
Le 9 avril 2022, il s'empare de la médaille de bronze sur la première étape de la Coupe du monde d'escalade, à Meiringen, en Suisse. Ce qui signe son deuxième podium international dans la catégorie sénior.
Le 20 mai 2022, il remporte l'étape de la coupe du monde de Salt Lake City dans la catégorie bloc, ce qui signe son premier succès international sénior.
Le 26 février 2023, il devient champion de France de bloc 2023.
Le 4 août 2023, il obtient la médaille d'argent aux Championnats du monde de bloc à Berne.

### Performance en falaise
En août 2020, il réalise une ascension notable en grimpant Shortcut, une voie cotée 9a située à La Balme de Yenne.

## Palmarès
| Année | Lieu                             | Compétitions                    | Médaille                          |
| ----- | -------------------------------- | ------------------------------- | --------------------------------- |
| 2019  | Saint-Pierre-en-Faucigny, France | Coupe d'Europe d'escalade       | Médaille d'argent en difficulté.  |
| 2019  | Voronej, Russie                  | Championnat d'Europe d'escalade | Médaille de bronze en difficulté. |
| 2020  | Augsbourg, Allemagne             | Coupe Continentale              | Médaille d'or en difficulté.      |
| 2021  | Perm, Russie                     | Coupe Continentale              | Médaille d'or en difficulté.      |
| 2021  | Perm, Russie                     | Coupe Continentale              | Médaille d'or en bloc             |
| 2021  | Voronej, Russie                  | Championnat du Monde            | Médaille d'argent en difficulté.  |

| Année | Lieu                       | Compétitions                 | Médaille                   |
| ----- | -------------------------- | ---------------------------- | -------------------------- |
| 2021  | Salt Lake City, États-Unis | Coupe du Monde d'escalade    | Médaille d'argent en bloc. |
| 2022  | Meiringen, Suisse          | Coupe du Monde d'escalade    | Médaille de bronze en bloc |
| 2022  | Salt Lake City, États-Unis | Coupe du Monde d'escalade    | Médaille d'or en bloc      |
| 2022  | Birmingham, États-Unis     | Jeux mondiaux                | Médaille de bronze en bloc |
| 2023  | Hachioji, Japon            | Coupe du Monde d'escalade    | Médaille d'or en bloc      |
| 2023  | Seoul, Corée du Sud        | Coupe du monde d'escalade    | Médaille d'or en bloc      |
| 2023  | Prague, République tchèque | Coupe du monde de bloc       | Médaille de bronze en bloc |
| 2023  | Berne, Suisse              | Championnat du monde de bloc | Médaille d'argent en bloc  |
| 2024  | Prague, République tchèque | Coupe du Monde d'escalade    | Médaille d'or en bloc      |

| Année | Lieu            | Compétitions                  | Médaille               |
| ----- | --------------- | ----------------------------- | ---------------------- |
| 2023  | Valence, France | Championnat de France de Bloc | Médaille d'or en bloc. |

| Année | Lieu              | Compétitions                        | Médaille                     |
| ----- | ----------------- | ----------------------------------- | ---------------------------- |
| 2019  | Marseille, France | Championnat de France de difficulté | Médaille d'or en difficulté. |